# Confidencias (álbum de Rocío Dúrcal)
Confidencias es el título del 12°. álbum de estudio grabado por la cantante española Rocío Dúrcal. El álbum fue dirigido y realizado por primera vez por el productor español Rafael Pérez Botija para la cantante, publicado en 1981 bajo el sello discográfico Ariola. Con este álbum la intérprete retorna nuevamente al género de la balada después de cuatro años, pero sin dejar de trabajar de la mano del cantautor mexicano Juan Gabriel lanzando en ese mismo año la producción musical de género ranchero Canta a Juan Gabriel Volumen 5 (1981) más conocido en España con el título Cuando decidas volver.
Los primeros sencillos en lanzarse fueron No sirvo para estar sin ti y La gata bajo la lluvia este último valiéndole para la artista los primeros lugares de sintonía en varias cadenas radiales en España, Estados Unidos y Latinoamérica convirtiéndose así en una de las canciones más importantes dentro de su carrera musical, además aparece como tema en la película "La blanca paloma" protagonizada por el actor español Antonio Banderas y dirigida por Juan Miñón en 1989.

## Lista de canciones
- Todas las canciones escritas y compuestas por Rafael Pérez Botija, excepto donde se indica.

|     | Título                                          | Autor(es)                        | Duración |
| --- | ----------------------------------------------- | -------------------------------- | -------- |
| 1.  | No sirvo para estar sin ti                      | Rafael Pérez Botija              | 3:52     |
| 2.  | La verdad de la verdad                          | Rafael Pérez Botija              | 4:32     |
| 3.  | Dicen                                           | Rafael Pérez Botija              | 4:13     |
| 4.  | Marinero                                        | Rafael Pérez Botija              | 3:44     |
| 5.  | Lo que tu sientes                               | Rafael Pérez Botija              | 3:11     |
| 6.  | La gata bajo la lluvia                          | Rafael Pérez Botija              | 3:44     |
| 7.  | Adiós                                           | Rafael Pérez Botija              | 3:28     |
| 8.  | ¿Por qué me tratas así?                         | Camilo Blanes                    | 3:39     |
| 9.  | Tu pasado                                       | Ignacio Román / Felipe Campuzano | 3:33     |
| 10. | Ríndete                                         | Rafael Pérez Botija              | 4:25     |
| 11. | Una noche loca (Sólo en la edición para España) | Juan Carlos Calderón             | 3:21     |

## Certificaciones Obtenidas Por El Álbum
- Certificaciones[3]

| País      | Certificación    |
| --------- | ---------------- |
| México    | Disco de Platino |
| México    | Disco de oro     |
| Venezuela | Disco de oro     |
| España    | Disco de oro     |

## Músicos
- Rocío Dúrcal (Voz).
- Camilo Blanes (Letra del tema "¿Por qué me tratas así?"